# Fred Allison
Fred C. Allison (Glade Spring, 4 de julio de 1882-Auburn, 2 de agosto de 1974) fue un físico estadounidense. Desarrolló un método de espectroscopía magnetoóptica que se conoció como método magnetoóptico de Allison. Afirmó haber descubierto dos nuevos elementos (posteriormente desacreditados) utilizando este método. Enseñó en el departamento de física de la Universidad de Auburn durante más de treinta años.

## Primeros años
Nació en Glade Spring, Virginia, el 4 de julio de 1882 y obtuvo un título de Emory and Henry College en Emory, Virginia en 1904. Después de enseñar en la misma universidad, decidió asistir a la Universidad Johns Hopkins en Baltimore para obtener una licenciatura en física. Después de varios años allí (enseñando en Emory y Henry y trabajando en su doctorado en años alternos) se cambió a la Universidad de Virginia y recibió su doctorado en física en 1920 mientras trabajaba con Jesse Beams.

## Carrera
En 1922, fue invitado a crear el departamento de física del Instituto Politécnico de Alabama, que más tarde se convirtió en la Universidad de Auburn. Permaneció en el Instituto Politécnico durante 31 años, hasta su jubilación forzosa. Luego regresó a Emory and Henry College como presidente de la división de ciencias durante tres años. A esto le siguió la enseñanza de física en Huntingdon College de 1956 a 1968. Después de este último puesto de profesor, regresó en 1969 a la Universidad de Auburn y continuó su trabajo de laboratorio hasta un mes antes de su fallecimiento.

### Descubrimiento de elementos químicos
Por el trabajo de Henry Moseley en 1914 se sabía que aún no se habían descubierto varios elementos. Sus propiedades químicas podrían deducirse de los lugares vacantes en la tabla periódica de Dmitri Mendeléyev. Varios científicos afirmaron el descubrimiento de los elementos faltantes. Durante el trabajo de Allison en el Instituto Politécnico de Alabama (que se convirtió en la Universidad de Auburn), a partir de 1930, desarrolló un método que, según creía, medía la dependencia temporal del efecto Faraday. Afirmó erróneamente que había descubierto los dos elementos faltantes con su espectroscopia magnetoóptica. Afirmó haber encontrado el elemento 87, ahora llamado francio, en polucita y lepidolita. También afirmó haber encontrado el elemento 85, ahora llamado astato, en arena de monacita, un mineral rico en tierras raras y torio. Llamó a los dos elementos en honor a los estados americanos Virginia y Alabama, virginio y alabamina. Wendell Mitchell Latimer afirmó haber descubierto el tritio en 1933 utilizando el mismo método.
Después de varios años y varios intentos de verificar su afirmaciones, el método de espectroscopía magnetoóptica resultó inadecuado para la detección de nuevos elementos. El efecto magnetoóptico de Allison, o simplemente efecto Allison, fue discutido por Irving Langmuir en su ahora famosa conferencia de 1953 sobre ciencia patológica.

## Legado
En la década de 1960, la Universidad de Auburn construyó el edificio del laboratorio Allison, que albergó el departamento de física de la universidad hasta mayo de 2019, cuando el departamento se trasladó al recientemente ampliado Centro de Ciencias Leach.
A principios de 2019, el Patronato de la Universidad de Auburn había votado a favor de demoler tanto el edificio del Laboratorio Allison como el Parker Hall, la sede del departamento de matemáticas de la Universidad, con el fin de despejar espacio para la construcción de un edificio de dos pisos de 151.000- espacio académico de pies cuadrados conocido como Complejo Académico de Laboratorios y Aula (ACLC) y un comedor del campus de tres pisos y 48,000 pies cuadrados. El edificio del laboratorio Allison fue demolido por completo a principios de 2021, mientras que, por razones actualmente desconocidas, se modificaron los planos de construcción para permitir que Parker Hall permaneciera en pie.